# Jennifer de Jong
Jennifer Nathalie Mei-Fong de Jong (Amsterdam, 17 april 1976), is een Nederlands voormalig model, actrice, presentatrice en tegenwoordig restaurateur. Ze deed de mavo en een vervolgopleiding mbo Activiteitenbegeleiding. Daarnaast deed ze veel danswerk en ook modellenwerk. Ze had in 2005 ook even een eigen kindertijdschrift genaamd Weetjewel, maar dat ging na een paar edities failliet.
De Jong kreeg vooral bekendheid toen ze samen met Tatum Dagelet het programma Brutale Meiden/Brutale Moeders presenteerde bij Veronica, later bij SBS6, waar ze later ook nog de spelshow Link heeft gepresenteerd. Eerder speelde ze in Fort Alpha.
Ook had ze een rol in de soap Het Glazen Huis, maar onderweg naar een opnamedag werd ze bij een verkeerslicht van achteren aangereden. Hierdoor kwam haar carrière als actrice even op een laag pitje te staan. In oktober 2010 begon ze samen met haar zus een eigen lunchroom specifiek voor gezond eten.
In het najaar van 2018 was De Jong een van de deelnemers aan het programma Boxing Stars, ze moest boksen tegen Saar Koningsberger.

## Privé
Ze is van gemengde Chinees-Nederlandse afkomst. Haar vader is Nederlands en haar moeder is van Chinese afkomst.